# Čunja
La Čunja (in russo Чуня?) è un fiume della Russia siberiana orientale, affluente di destra della Tunguska Pietrosa. Scorre nell'Ėvenkijskij rajon del Territorio di Krasnojarsk.
Nasce nell'altopiano della Tunguska dalla confluenza dei due rami sorgentiferi Južnaja Čunja (Čunja meridionale) e Severnaja Čunja (Čunja settentrionale), scorrendo con direzione mediamente occidentale attraverso lo stesso altopiano, con un corso ricco di meandri e ricevendo gli affluenti Paimbu, Verchnij Čunku, Nižnij Čunku da destra, Kimču, Mutoraj e Tyčany da sinistra. Sfocia nella Tunguska Pietrosa pochi chilometri a monte di Bajkit. Il fiume ha una lunghezza di 727 km (assieme alla Južnaja Čunja 1 000 km) e il suo bacino è di 70 500 km².
È gelata da ottobre a maggio, mediamente; dal momento che attraversa una zona quasi spopolata, non incontra centri abitati di rilievo ad eccezione di Mutoraj, alla confluenza con l'affluente omonimo.